# Biserica de lemn din Sălățig

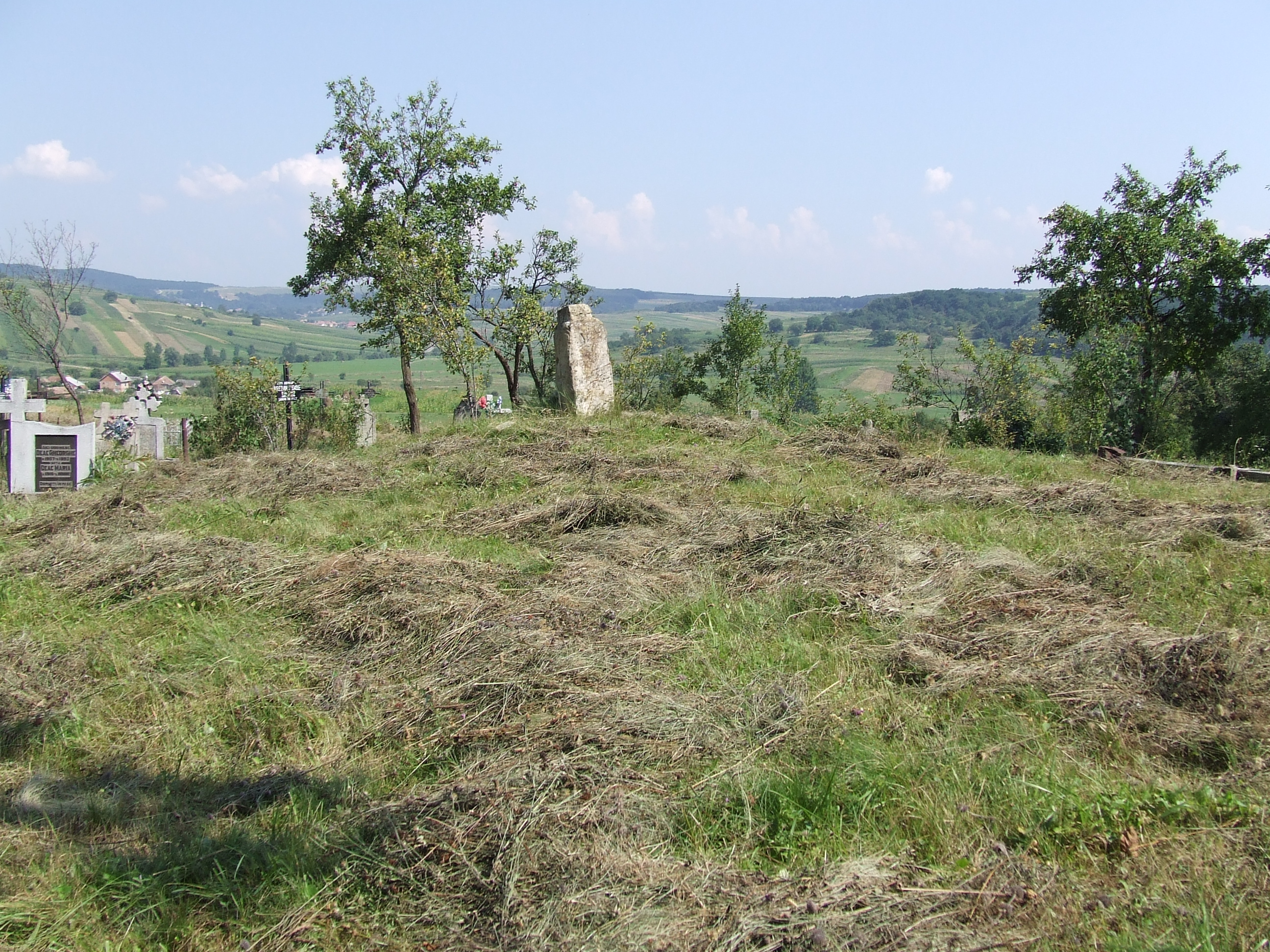
Locul unde se afla biserica de lemn din Sălăţig, loc marcat de piatra pe care era așezată masa altarului. August 2008

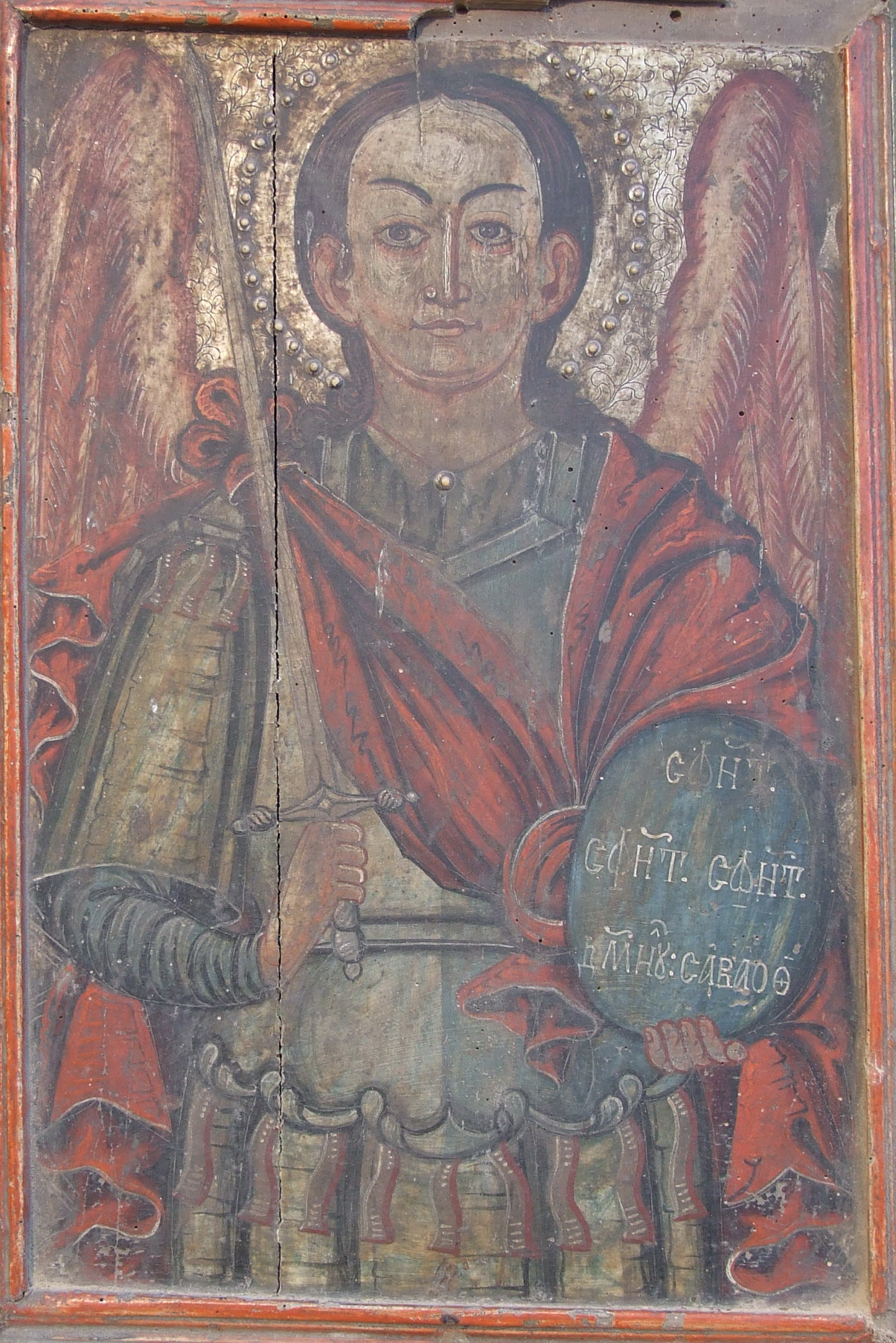
Icoana Sfântului Arhanghel Mihail, icoană de la biserica de lemn din Sălăţig, august 2008

Biserica de lemn din Sălățig, comuna Sălățig, județul Sălaj, considerată de comunitate veche și pe calea dărâmării  și-a trăit traiul până în anii '50 când, fiind într-o stare avansată de degradare a fost demolată, bârnele fiind tăiate și folosite ca lemne de foc. A fost cuprinsă în studiul lui Leontin Ghergariu, ce a vizitat biserica, stabilindu-i planimetria. Cimitirul vechi din centrul satului păstrează încă urmele vechii bisericuțe. Piciorul mesei altarului, și azi în picioare, păstrează vie amintirea bisericuței de lemn. 

## Istoric
Tradiția locului spune că biserica a fost adusă din satul Nadiș, aflat doar la câțiva kilometri de Sălățig. Momentul în care aceasta a fost adusă nu se cunoaște.

## Trăsături
Conform notițelor lui Ghergariu, biserica avea planul dreptunghiular, împărțit după obicei în naos și pronaos. Absida altarului, decroșată, poligonală cu cinci laturi, adăpostea masa altarului. Piciorul mesei, din piatră, care se mai păstrează și azi, are inscripționat pe latura de sud anul 1841, iar pe fața nordica a pietrei se distinge semnul crucii.
Registrele de cheltuieli ale parohiei ne furnizează informații despre aspectul bisericii. În perioada interbelică, aceasta a avut parte de ultima renovare, fiind văruită atât pe dinauntru cât și pe dinafara. Culoarea zugravelii era acea culoare albastră, des intâlnită îm satele transilvane. Bisericile de lemn din Chieșd sau cea din Dobrin prezintă și ele urmele unei acoperiri cu zugrăveală albastră. În aceeași perioadă a avut loc și schimbarea acoperișului de „șindilă”.
O parte din obiectele folosite în vechea bisericuță le regăsim la biserica nouă. Cele două clopote, despre care avem informații din Conspectul organizat de protopopiatul Oarței sunt „cel mai nou este turnat în anul 1853, cel mai vechi nu se știe, cel mare este de 20 chilograme cel mic este de 16 chilograme. Sunt vechi și credincioșii nu știu prețul lor”. Inscripția de pe clopotul mare confirmă anul. Din aceeași inscripție aflăm că acest clopot a fost turnat la Satu Mare.
Tot la biserica nouă se păstrează vechiul candelabru, identic cu cel de la biserica de lemn din Bulgari. Chiar și sistemul de acționare a candelabrului era identic, cu contragreutate din metal. Sistemul cu contragreutate a fost folosit ulterior și in biserica nouă până la cumpărarea candelabrului nou. Contragreutatea, din metal, frumos decorată se află și ea în podul bisericii.
Probabil cele mai importante elemente păstrate de la vechea bisericuță sunt cele câteva icoane. Se păstrează icoanele din partea inferioară a iconostasului, cele ce se aflau între ușile împărătești. Se păstrează o icoană a Maicii Domnului, icoana Domnului Nostru Isus Cristos, icoana Arhanghelului Mihail și icoana Sfântului Nicolae. Aceste icoane se găsesc la multe dintre bisericile de rit orintal despărțind intrările în absida altarului.